# Rajiv Gandhi
Rajiv Gandhi, (Bombay, 20. kolovoza 1944. – Sriperumbudur u Tamil Naduu 21. svibnja 1991.), bio je indijski političar. U periodu 1984. – 1989. bio je premijer Indije. 
Rajiv Gandhi je bio sin Indire Gandhi, i unuk Jawaharlala Nehrua. Prešao je na katoličanstvo 1969. godine u svezi s vjenčanjem sa Soniom Gandhi, koja je bila Talijanka. Par je imao dvoje djece: sina Rahula Gandhia (r. 1970.) i kćerku Priyanku Gandhi (r. 1972). Rajiv Gandhi je poginuo u eksploziji koju je izvela žena samoubojica Thenmuli Rajaratnama, pripadnica tamilskih separatista sa Šri Lanka.

## Vanjske poveznice
- Profil

### Ostali projekti
|  | Zajednički poslužitelj ima stranicu o temi Rajiv Gandhi |